# أليسون أودونيل
أليسون أودونيل (بالإنجليزية: Alison O'Donnell)‏ هي مغنية أيرلندية، ولدت في 5 أكتوبر 1952 في دبلن في جمهورية أيرلندا.